# Jan Schiffer
Pour les articles homonymes, voir Schiffer.
Jan Schiffer est un joueur de hockey sur gazon allemand évoluant au poste de milieu de terrain au HTC Uhlenhorst Mülheim et avec l'équipe nationale allemande,.

## Biographie
Jan est né le 3 mai 1998 en Allemagne.

## Carrière
Il a été appelé en équipe nationale en 2020 pour participer au triple match amical contre l'Afrique du Sud à Johannesbourg.

## Palmarès
- : 1er à l'Euro U21 en 2019
- : 3e à la Coupe du monde U21 en 2016
- : 3e à l'Euro U21 en 2017